# Ariane Mnouchkine
Ariane Mnouchkine (Boulogne-Billancourt (cerca de París), Francia, 3 de marzo de 1939) es una directora escénica francesa, directora del Théâtre du Soleil (Teatro del Sol), y también guionista y productora de cine. 

## Biografía
Ariane Mnouchkine es hija de la actriz británica Jane Hannen y del productor de cine Alexandre Mnouchkine, que llamó a su compañía cinematográfica “Les films Ariane” (Las películas Ariane) en honor a su hija.
Ella empezó a interesarse en el mundo del teatro cuando encontró una compañía universitaria de teatro en Oxford, donde estudiaba inglés. Cuando volvió a Francia, debido a la gran pasión que surgió en ella por el mundo del teatro creo su propia asociación, la Association théâtrale des étudiants de Paris (ATEP) de la Universidad Sorbonne. En 1964, con otros miembros de la asociación como Philippe Léotard y Jean-Claude Penchenat, Ariane Mnouchkine creó la compañía Théâtre du Soleil, que la haría famosa y globalmente conocida. Luego, en 1970, la compañía se domicilió en La Cartoucherie de Vincennes, un lugar dedicado a la creación teatral y coreográfica cerca de Paris. 

## Le Théâtre du Soleil (El Teatro del Sol)
Le Théâtre du Soleil se encuentra en la Cartoucherie de Vincennes, un lugar dedicado a la cultura, ocultado en el bosque de Vincennes, al lado de París. Allí, hay cuatro teatros (Théâtre de l’Aquarium, Théâtre de l’Epée de bois, Théâtre du Chaudron y Théâtre du Soleil), una escuela de danza y establos. En el pasado, este lugar era una fábrica de armas que se convirtió  en un lugar de fomento cultural cuando Ariane Mnouchkine y su compañía se domiciliaron allí, en 1970, mientras que el gobierno francés no estaba de acuerdo al principio. Fue con el espectáculo 1789, que trata de la revolución  —revolución teatral, revolución en los hombres— dentro del contexto de liberación de los años 70, que la compañía se acapara de la Cartoucherie. Este primer espectáculo fue un gran éxito. 
Ver un espectáculo en el Théâtre du Soleil no es solamente ver teatro, porque lo que Ariane Mnouchkine quiere es crear una experiencia humana. Su objetivo es hacer que la gente vuelva a creer algunas horas más en la bondad de los valores humanos. En ese sentido, ha desarrollado un teatro muy humano en la cual el confort del público es muy importante. Por ejemplo, ella en persona aloja al público a la entrada del teatro, distribuye mantas a los espectadores con el fin de que no tengan frío… Ariane Mnouchkine fundó el Théâtre du Soleil como un grupo de trabajo con un espíritu de comunidad. Algunos de los principios que rigen el funcionamiento de la compañía han marcado los espíritus, tales como la igualdad de remuneración para todos, el maquillaje público, la cena antes de las muestras…

## Temas e influencias
Siguiendo la idea precedente de teatro humano, las puestas en escena de Ariane Mnouchkine permiten reflexionar sobre la condición humana. En efecto, su teatro trata de temáticas muy actuales, tal que la vida de los inmigrantes en su creación Le dernier Caravansérail (2003). Este espectáculo narra episodios de la vida de todos los días, en Afganistán y en el norte de Francia, donde los refugiados intentan entrar clandestinamente en Inglaterra, con la esperanza de encontrar una vida a la que no se puede acceder en su país de origen. 
Uno de los primeros éxitos de Ariane Mnouchkine es La Cuisine de Arnold Wesker (1967).  Esta obra relata la vida de un gran restaurante - gran por el nombre de clientes más que por la cualidad de la comida -. Lo interesante con esta obra es la ausencia de comida en los platos o sartenes, todo es un trabajo gestual. En efecto, los espectadores pueden figurarse la comida tras los gestos de los actores mientras que no hay comida. Para Ariane Mnouchkine, lo que hace la teatralidad de este espectáculo es que no hay comida real.  De manera general, lo que le apetece es romper con la realidad en el teatro y esta ausencia de comida permite romper con la realidad. En efecto, ella opina que el teatro occidental es demasiado realista y que eso va a matar al teatro. Es en este sentido que ella se interesa en el teatro oriental, tal que el teatro Kabuki o el teatro Nō. Esta influencia oriental se puede ver mucho en su estética escénica.  
De manera general su teatro es conocido por su estética y por algunas características recurrentes en sus puestas en escena tal que sus escenografías con plataformas sobre ruedas que se pueden mover gracias a hombres. En efecto, casi en todas sus producciones hay hombres vestidos de negro, que mueven las plataformas o las telas. Las plataformas sobre ruedas permiten ver la misma escena desde diferentes ángulos. También, trabaja mucho con las telas, por ejemplo con telas azules para simbolizar el agua.

## Metodología
Ariane Mnouchkine nunca realiza trabajo de mesa. No distribuye papeles, no impone ningún personaje a los actores: prefiere trabajar a partir de situaciones y estados, pero no de las emociones. 
En su trabajo de creación teatral, la música desempeña un papel importante. Desde 1979, trabaja con el músico Jean-Jacques Lemêtre. Este músico sabe tocar un montón de instrumentos, tantos que se lo puede calificar de hombre-orquesta. Ya sea durante los ensayos o las muestras, el músico está en el borde del escenario para tocar la música en directo. 
Durante los ensayos, Jean-Jacques Lemêtre, Ariane Mnouchkine y los actores hacen trabajo real de grupo. La metodología de Ariane consiste en un trabajo “en triángulo”. Es decir: los actores proponen algo en el escenario, el músico integra música para ilustrar los sentimientos de los actores y la directora escénica está aquí para decir si funciona o no. Si Ariane Mnouchkine piensa que no funciona, los actores proponen una nueva propuesta y el músico sigue integrando la música en función de la nueva propuesta.  
Ariane Mnouchkine es un poco como un  “catalizador”, que permite que todo quede coordinado y funcione.

## Premios y distinciones
Premios Óscar
| Año  | Categoría                        | Película          | Resultado |
| ---- | -------------------------------- | ----------------- | --------- |
| 1965 | Mejor argumento y guion original | El hombre del río | Nominado  |